# Åkers och Selebo häraders valkrets
Åkers och Selebo häraders valkrets var vid riksdagsvalen till andra kammaren 1887-1908 en egen valkrets. Den uppgick vid valet 1911 i den nybildade Södermanlands läns norra valkrets.

## Riksdagsmän
- Georg von Heijne Lillienberg, nya lmp (1888-1890)
- August Kumlin, nya lmp 1891-1894, lmp 1895 (1891-1895)
- Knut Almqvist, lmp 1896-1905, nfr 1906-1911 (1896-1911)

## Valresultat

### 1887 II
| Andrakammarvalet i Sverige 1887 II: Åkers och Selebo häraders valkrets | Andrakammarvalet i Sverige 1887 II: Åkers och Selebo häraders valkrets | Andrakammarvalet i Sverige 1887 II: Åkers och Selebo häraders valkrets | Andrakammarvalet i Sverige 1887 II: Åkers och Selebo häraders valkrets | Andrakammarvalet i Sverige 1887 II: Åkers och Selebo häraders valkrets |
| Kandidat                                                               | Kandidat                                                               | Röster                                                                 | Röster                                                                 | Röster                                                                 |
| Kandidat                                                               | Kandidat                                                               | Antal                                                                  | %                                                                      | +− %                                                                   |
| ---------------------------------------------------------------------- | ---------------------------------------------------------------------- | ---------------------------------------------------------------------- | ---------------------------------------------------------------------- | ---------------------------------------------------------------------- |
|                                                                        | Georg von Heijne Lillienberg                                           | 16                                                                     | 80,0                                                                   |                                                                        |
|                                                                        | Johan Nordenfalk (frih.)                                               | 3                                                                      | 15,0                                                                   |                                                                        |
|                                                                        | Filip Boström (prot.)                                                  | 1                                                                      | 5,0                                                                    |                                                                        |
| Antal giltiga röster                                                   | Antal giltiga röster                                                   | 20                                                                     |                                                                        |                                                                        |
| Kasserade röster                                                       | Kasserade röster                                                       | 0                                                                      |                                                                        |                                                                        |
| Totalt                                                                 | Totalt                                                                 | 20                                                                     |                                                                        |                                                                        |

Valet ägde rum den 19 september 1887. Valdeltagandet vid valet av de elektorer som förrättade valet var 25,0%.

### 1890
| Andrakammarvalet i Sverige 1890: Åkers och Selebo häraders valkrets | Andrakammarvalet i Sverige 1890: Åkers och Selebo häraders valkrets | Andrakammarvalet i Sverige 1890: Åkers och Selebo häraders valkrets | Andrakammarvalet i Sverige 1890: Åkers och Selebo häraders valkrets | Andrakammarvalet i Sverige 1890: Åkers och Selebo häraders valkrets |
| Kandidat                                                            | Kandidat                                                            | Röster                                                              | Röster                                                              | Röster                                                              |
| Kandidat                                                            | Kandidat                                                            | Antal                                                               | %                                                                   | +− %                                                                |
| ------------------------------------------------------------------- | ------------------------------------------------------------------- | ------------------------------------------------------------------- | ------------------------------------------------------------------- | ------------------------------------------------------------------- |
|                                                                     | August Kumlin                                                       | 148                                                                 | 75,1                                                                |                                                                     |
|                                                                     | Filip Mannerstråle (frih.)                                          | 32                                                                  | 16,3                                                                |                                                                     |
|                                                                     | Johan Nordenfalk (frih.)                                            | 15                                                                  | 7,6                                                                 | ▼7,4                                                                |
|                                                                     | Övriga kandidater                                                   | 2                                                                   | 1,0                                                                 |                                                                     |
| Antal giltiga röster                                                | Antal giltiga röster                                                | 197                                                                 |                                                                     |                                                                     |
| Kasserade röster                                                    | Kasserade röster                                                    | 0                                                                   |                                                                     |                                                                     |
| Totalt                                                              | Totalt                                                              | 197                                                                 |                                                                     |                                                                     |

Valet ägde rum den 8 september 1890. Valdeltagandet var 35,6%.

### 1893
| Andrakammarvalet i Sverige 1893: Åkers och Selebo häraders valkrets | Andrakammarvalet i Sverige 1893: Åkers och Selebo häraders valkrets | Andrakammarvalet i Sverige 1893: Åkers och Selebo häraders valkrets | Andrakammarvalet i Sverige 1893: Åkers och Selebo häraders valkrets | Andrakammarvalet i Sverige 1893: Åkers och Selebo häraders valkrets |
| Kandidat                                                            | Kandidat                                                            | Röster                                                              | Röster                                                              | Röster                                                              |
| Kandidat                                                            | Kandidat                                                            | Antal                                                               | %                                                                   | +− %                                                                |
| ------------------------------------------------------------------- | ------------------------------------------------------------------- | ------------------------------------------------------------------- | ------------------------------------------------------------------- | ------------------------------------------------------------------- |
|                                                                     | August Kumlin                                                       | 130                                                                 | 70,3                                                                | ▼4,8                                                                |
|                                                                     | Georg von Heijne Lillienberg (prot.)                                | 35                                                                  | 18,9                                                                |                                                                     |
|                                                                     | David Lidholm (frih.)                                               | 16                                                                  | 8,6                                                                 |                                                                     |
|                                                                     | Övriga kandidater                                                   | 4                                                                   | 2,2                                                                 |                                                                     |
| Antal giltiga röster                                                | Antal giltiga röster                                                | 185                                                                 |                                                                     |                                                                     |
| Kasserade röster                                                    | Kasserade röster                                                    | 0                                                                   |                                                                     |                                                                     |
| Totalt                                                              | Totalt                                                              | 185                                                                 |                                                                     |                                                                     |

Valet ägde rum den 28 augusti 1893. Valdeltagandet var 31,7%.

### 1896
| Andrakammarvalet i Sverige 1896: Åkers och Selebo häraders valkrets | Andrakammarvalet i Sverige 1896: Åkers och Selebo häraders valkrets | Andrakammarvalet i Sverige 1896: Åkers och Selebo häraders valkrets | Andrakammarvalet i Sverige 1896: Åkers och Selebo häraders valkrets | Andrakammarvalet i Sverige 1896: Åkers och Selebo häraders valkrets |
| Kandidat                                                            | Kandidat                                                            | Röster                                                              | Röster                                                              | Röster                                                              |
| Kandidat                                                            | Kandidat                                                            | Antal                                                               | %                                                                   | +− %                                                                |
| ------------------------------------------------------------------- | ------------------------------------------------------------------- | ------------------------------------------------------------------- | ------------------------------------------------------------------- | ------------------------------------------------------------------- |
|                                                                     | Knut Almqvist (L, prot.)                                            | 237                                                                 | 88,1                                                                |                                                                     |
|                                                                     | Fredrik Hagström (prot.)                                            | 32                                                                  | 11,9                                                                |                                                                     |
| Antal giltiga röster                                                | Antal giltiga röster                                                | 269                                                                 |                                                                     |                                                                     |
| Kasserade röster                                                    | Kasserade röster                                                    | 33                                                                  |                                                                     |                                                                     |
| Totalt                                                              | Totalt                                                              | 302                                                                 |                                                                     |                                                                     |

Valet ägde rum den 20 augusti 1896. Valdeltagandet var 50,0%.

### 1899
| Andrakammarvalet i Sverige 1899: Åkers och Selebo häraders valkrets | Andrakammarvalet i Sverige 1899: Åkers och Selebo häraders valkrets | Andrakammarvalet i Sverige 1899: Åkers och Selebo häraders valkrets | Andrakammarvalet i Sverige 1899: Åkers och Selebo häraders valkrets | Andrakammarvalet i Sverige 1899: Åkers och Selebo häraders valkrets |
| Kandidat                                                            | Kandidat                                                            | Röster                                                              | Röster                                                              | Röster                                                              |
| Kandidat                                                            | Kandidat                                                            | Antal                                                               | %                                                                   | +− %                                                                |
| ------------------------------------------------------------------- | ------------------------------------------------------------------- | ------------------------------------------------------------------- | ------------------------------------------------------------------- | ------------------------------------------------------------------- |
|                                                                     | Knut Almqvist                                                       | 117                                                                 | 99,2                                                                | ▲10,1                                                               |
|                                                                     | Närmaste kandidat                                                   | 1                                                                   | 0,8                                                                 |                                                                     |
| Antal giltiga röster                                                | Antal giltiga röster                                                | 118                                                                 |                                                                     |                                                                     |
| Kasserade röster                                                    | Kasserade röster                                                    | 0                                                                   |                                                                     |                                                                     |
| Totalt                                                              | Totalt                                                              | 118                                                                 |                                                                     |                                                                     |

Valet ägde rum den 16 augusti 1899. Valdeltagandet var 19,0%.

### 1902
| Andrakammarvalet i Sverige 1902: Åkers och Selebo häraders valkrets | Andrakammarvalet i Sverige 1902: Åkers och Selebo häraders valkrets | Andrakammarvalet i Sverige 1902: Åkers och Selebo häraders valkrets | Andrakammarvalet i Sverige 1902: Åkers och Selebo häraders valkrets | Andrakammarvalet i Sverige 1902: Åkers och Selebo häraders valkrets |
| Kandidat                                                            | Kandidat                                                            | Röster                                                              | Röster                                                              | Röster                                                              |
| Kandidat                                                            | Kandidat                                                            | Antal                                                               | %                                                                   | +− %                                                                |
| ------------------------------------------------------------------- | ------------------------------------------------------------------- | ------------------------------------------------------------------- | ------------------------------------------------------------------- | ------------------------------------------------------------------- |
|                                                                     | Knut Almqvist                                                       | 113                                                                 | 99,1                                                                | ▼0,1                                                                |
|                                                                     | Närmaste kandidat                                                   | 1                                                                   | 0,9                                                                 |                                                                     |
| Antal giltiga röster                                                | Antal giltiga röster                                                | 114                                                                 |                                                                     |                                                                     |
| Kasserade röster                                                    | Kasserade röster                                                    | 0                                                                   |                                                                     |                                                                     |
| Totalt                                                              | Totalt                                                              | 114                                                                 |                                                                     |                                                                     |

Valet ägde rum den 3 september 1902. Valdeltagandet var 18,3%.

### 1905
| Andrakammarvalet i Sverige 1905: Åkers och Selebo häraders valkrets | Andrakammarvalet i Sverige 1905: Åkers och Selebo häraders valkrets | Andrakammarvalet i Sverige 1905: Åkers och Selebo häraders valkrets | Andrakammarvalet i Sverige 1905: Åkers och Selebo häraders valkrets | Andrakammarvalet i Sverige 1905: Åkers och Selebo häraders valkrets |
| Kandidat                                                            | Kandidat                                                            | Röster                                                              | Röster                                                              | Röster                                                              |
| Kandidat                                                            | Kandidat                                                            | Antal                                                               | %                                                                   | +− %                                                                |
| ------------------------------------------------------------------- | ------------------------------------------------------------------- | ------------------------------------------------------------------- | ------------------------------------------------------------------- | ------------------------------------------------------------------- |
|                                                                     | Knut Almqvist                                                       | 142                                                                 | 85,0                                                                | ▼14,1                                                               |
|                                                                     | Närmaste kandidat                                                   | 19                                                                  | 11,4                                                                |                                                                     |
|                                                                     | Övriga kandidater                                                   | 6                                                                   | 3,6                                                                 | —                                                                   |
| Antal giltiga röster                                                | Antal giltiga röster                                                | 167                                                                 |                                                                     |                                                                     |
| Kasserade röster                                                    | Kasserade röster                                                    | 7                                                                   |                                                                     |                                                                     |
| Totalt                                                              | Totalt                                                              | 174                                                                 |                                                                     |                                                                     |

Valet ägde rum den 6 september 1905. Valdeltagandet var 23,9%.

### 1908
| Andrakammarvalet i Sverige 1908: Åkers och Selebo häraders valkrets | Andrakammarvalet i Sverige 1908: Åkers och Selebo häraders valkrets | Andrakammarvalet i Sverige 1908: Åkers och Selebo häraders valkrets | Andrakammarvalet i Sverige 1908: Åkers och Selebo häraders valkrets | Andrakammarvalet i Sverige 1908: Åkers och Selebo häraders valkrets |
| Kandidat                                                            | Kandidat                                                            | Röster                                                              | Röster                                                              | Röster                                                              |
| Kandidat                                                            | Kandidat                                                            | Antal                                                               | %                                                                   | +− %                                                                |
| ------------------------------------------------------------------- | ------------------------------------------------------------------- | ------------------------------------------------------------------- | ------------------------------------------------------------------- | ------------------------------------------------------------------- |
|                                                                     | Knut Almqvist                                                       | 390                                                                 | 62,2                                                                | ▼22,8                                                               |
|                                                                     | Per Gottfrid Larsson (frisinnad)                                    | 236                                                                 | 37,6                                                                |                                                                     |
|                                                                     | Övriga kandidater                                                   | 1                                                                   | 0,2                                                                 | —                                                                   |
| Antal giltiga röster                                                | Antal giltiga röster                                                | 627                                                                 |                                                                     |                                                                     |
| Kasserade röster                                                    | Kasserade röster                                                    | 3                                                                   |                                                                     |                                                                     |
| Totalt                                                              | Totalt                                                              | 630                                                                 |                                                                     |                                                                     |

Valet ägde rum den 13 september 1908. Valdeltagandet var 75,4%.